# Cephalobyrrhus latus
Cephalobyrrhus latus är en skalbaggsart som beskrevs av Maurice Pic 1923. Cephalobyrrhus latus ingår i släktet Cephalobyrrhus och familjen lerstrandbaggar. Inga underarter finns listade i Catalogue of Life.